# Johannes Fleck
Pour les articles homonymes, voir Fleck.
Johannes Fleck (en latin Flaccus), né en 1559 à Zwickau et mort le 30 juillet 1628 à Küstrin, est un pasteur luthérien allemand, surintendant et prédicateur de cour et de cathédrale.

## Biographie
Fils du médecin Matthäus Fleck, premier médecin de la ville (Stadtphysikus) de Berlin, et de son épouse Regina Schirmer, il étudie à l'université de Leipzig, où il obtient le grade de magistère. En 1586, il est nommé diacre de l'église Saint-Nicolas de Zeitz. Il y épouse la veuve Susanna Weinhorst le 27 février 1587. En 1589, il devient curé à Ramsdorf (de) et en 1592 surintendant à Colditz.
Le 5 avril 1596, il est nommé inspecteur (surintendant) de la Marienkirche de Prenzlau. La capitale de l'Uckermark offre aux luthériens convaincus un champ d'action idéal. « En 1597, le surintendant Johannes Fleck s'insurgea en chaire contre la fermeture de l'église, car des adultères, jeunes et vieux, y tenaient des conversations secrètes et des ivrognes purs et durs s'y purifiaient. » Lors de la consécration du monastère franciscain de Prenzlau, restauré pour l'église protestante sur ordre du capitaine électoral Bernd von Arnim en 1597, le 24 février 1598, Fleck prononce le premier sermon luthérien. « Il donna à la maison de Dieu le nouveau nom d'églises de la Sainte Trinité, puisqu'elle avait été retirée aux Antéchrists (papaux) et donnée à Dieu le Seigneur. »
En 1601, Joachim Frédéric, électeur de Brandebourg, le nomme prédicateur à la cour et à la cathédrale de Berlin. À ce titre, il prononce le sermon inaugural (dont la publication a été conservée) du lycée de Joachimsthal récemment fondé en 1607. Sous Jean Sigismond, électeur de Brandebourg, Fleck est muté à Küstrin comme inspecteur (surintendant) en 1611. Lorsque cet électeur se convertit au calvinisme, Fleck polémique violemment contre lui et prophétise la chute de son souverain et de son chancelier Friedrich Pruckmann (de), « comme cela avait été le cas pour l'électeur saxon de l'époque et son chancelier vers 1590 à cause de leur calvinisme ». 
En secondes noces, Fleck épouse Ursula Heerwig. Il meurt le 30 juillet 1628 à Küstrin. 